# Iéssiplevo
Iéssiplevo (en rus: Есиплево) és un poble de l'óblast d'Ivànovo, a Rússia, que en el cens del 2010 tenia 697 habitants.